# Schenker
Schenker AG («Шенкер АГ») — провайдер международных логистических услуг.

## История
Экспедиторская компания Schenker & Co. была основана в Вене 1 июля 1872 года Готфридом Шенкером (1842—1901) совместно с Морицем Карпелесом (1834—1903) и Морицем Хиршем (1839—1906). Инновацией Шенкера было объединять несколько отправлений в одну большую партию груза; первая такая сборная партия груза была отправлена в 1873 году из Парижа в Вену. В течение 1880-х годов Шенкер заключил контракты на перевозки грузов с железнодорожными компаниями по всей Европе от Лондона до Константинополя. В дополнение к железным дорогам Шенкер в 1879 году основал пароходную компанию Adria Steamship Company, суда которой перевозили грузы между портами Средиземноморья и Великобритании. В 1895 году он создал ещё одну пароходную компанию, Austro-Americana, которая осуществляла регулярные рейсы между Адриатикой и Северной Америкой.
В 1901 году компанию возглавил приёмный сын Готфрида Шенкера — Август Шенкер-Ангерер. После окончания Первой мировой войны торговую сеть компании пришлось создавать по новой, на этот раз приоритетным регионом стала Германия. В 1920-х годах началось сотрудничество с Немецкими железными дорогами, а в 1931 году Schenker & Co. была поглощена Deutsche Reichsbahn, штаб-квартира была перенесена из Вены в Берлин. К началу Второй мировой войны у компании было 200 отделений и 9 тыс. сотрудников. После войны компания стала частью железнодорожной компании ФРГ Deutsche Bundesbahn. В 1988 году компания Stinnes AG приобрела 20 % акций Schenker & Co., а в 1990 году увеличила свою долю до 80 %. В составе новой материнской группы Schenker была объединена с дортмундской компанией Rhenus-Weichelt, образовав, Schenker-Rhenus AG.
В 2002 году Deutsche Bahn поглотила Stinnes AG и, таким образом, воссоединилась с Schenker.
В сентябре 2024 года было достигнуто соглашение о покупке Schenker датской транспортной компанией DSV; сделка стоимостью 14,3 млрд евро была завершена 30 апреля 2025 года.

## Деятельность
Подразделения по состоянию на 2022 год:
- Наземный транспорт — доставка посылок и грузов автомобильным и железнодорожным транспортом, 28 % выручки;
- Воздушный и морской транспорт — транспортировка грузов в авиационных и морских контейнерах, интермодальные перевозки грузов, логистические услуги при организации выставок, ярмарок, спортивных и культурных мероприятий, 60 % выручки;
- Контрактная логистика — возврат товаров (не проданных, по истечении аренды, для ремонта или обслуживания), электронная коммерция, 8,6 млн м² складских площадей, 12 % выручки.